# Poema de Almería
El Poema de Almería, Prefatio de Almaria, Praefatio Almeriae («Prefacio de Almería») o Carmen de expugnatione Almariae urbis («Cantar de la conquista de Almería») es un poema épico escrito en latín medieval y constituido por 385½ hexámetros leoninos. Fue añadido al final de la Chronica Adefonsi imperatoris, una crónica del reinado de Alfonso VII de León. Narra la victoriosa campaña militar del año 1147 que culminó en la conquista del puerto de Almería. El poema, tal como se conoce, está inacabado, terminando de forma abrupta antes de la narración del sitio de Almería. De las 385 líneas y media que se conocen, 293 consisten en la clásica enumeración de los guerreros o dénombrement épique propia de la poesía épica.
Este poema ha sido motivo de un gran interés por parte de críticos y académicos ya que aporta importantes claves para entender los orígenes y el desarrollo de la épica castellana (los cantares de gesta) y la naturaleza de las costumbres aristocráticas y militares de los reinos cristianos en la Hispania medieval. Ha sido descrito como «una reliquia de incomparable interés para la arqueología cultural del siglo XII» y «un espléndido reflejo de su tiempo y, en este sentido, de gran valor también como literatura». En cuanto a su estilo, ha sido relacionado con el paralelismo de la poética de la Biblia Hebrea y con los modelos clásicos de Virgilio y Ovidio.

## Ediciones
- L. T. Belgrano, ed. "Frammento di Poemetto sincrono su la conquista di Almeria nel MCXLVII". Atti della Società Ligure di storia patria 19 (1887).
- F. Castro Guisasola, ed. El cantar de la conquista de Almería por Alfonso VII: un poema hispano-latín del siglo XII. Granada: 1992.
- E. Flórez, ed. "Chronica Adefonsi Imperatoris." España Sagrada 21 (1766): 320–409.
- J. Gil, ed. "Carmen de expugnatione Almariae urbis." Habís V (1974): 45–64. online
- J. Gil, ed. "Prefatio de Almaria." Chronica Hispana saeculi XII, Pars Prima, ed. E. Falque, J. Gil and A. Maya (Turnhout: 1990): 249–67.
- G. E. Lipskey, ed. and trans. The Chronicle of Alfonso the Emperor. PhD Dissertation, Northwestern University, 1972. online
- C. Rodríguez Aniceto, ed. "El poema latino Prefacio de Almería." Boletín de la Biblioteca Menéndez y Pelayo 13 (1931): 140–75. online
- H. Salvador Martínez, ed. and trans. El “Poema de Almería” y la épica románica. Madrid: 1975.
- L. Sánchez Belda, ed. Chronica Adefonsi imperatoris. Madrid: 1950.